# 대앤틸리스 제도

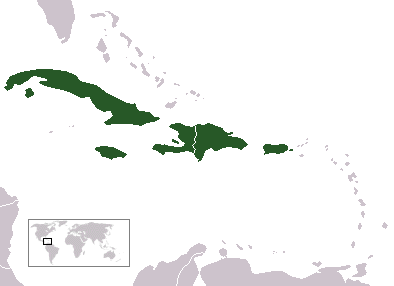
대앤틸리스 제도 (녹색)

대앤틸리스 제도(영어: Greater Antilles, 프랑스어: Grandes Antilles, 스페인어: Antillas Mayores, 문화어: 대안띨제도)는 카리브 제도(서인도 제도)에서 소앤틸리스 제도와 함께 앤틸리스 제도를 이룬다. 대앤틸리스 제도는 쿠바, 자메이카, 푸에르토리코, 아이티, 도미니카 공화국, 영국령 케이맨 제도가 속해있다. 대부분의 나라가 스페인의 지배를 받았다.
| 국가                   | 면적 (km2) | 면적 비율(%) | 수도         |
| ---------------------- | ---------- | ------------ | ------------ |
| 케이맨 제도 ( 영국령)  | 264        | 0            | 조지타운     |
| 쿠바                   | 110,860    | 53           | 아바나       |
| 도미니카 공화국        | 48,442     | 23           | 산토도밍고   |
| 아이티                 | 27,750     | 13           | 포르토프랭스 |
| 자메이카               | 10,991     | 5            | 킹스턴       |
| 푸에르토리코 ( 미국령) | 9,104      | 4            | 산후안       |
|                        | 207,411    | 100          |              |